# Rétropulsion
La rétropulsion, en anatomie fonctionnelle, est un mouvement qui pousse un membre supérieur en arrière du plan sagittal du corps. Il est le contraire de l'antépulsion.

## Muscles responsables de la rétropulsion

### Épaule

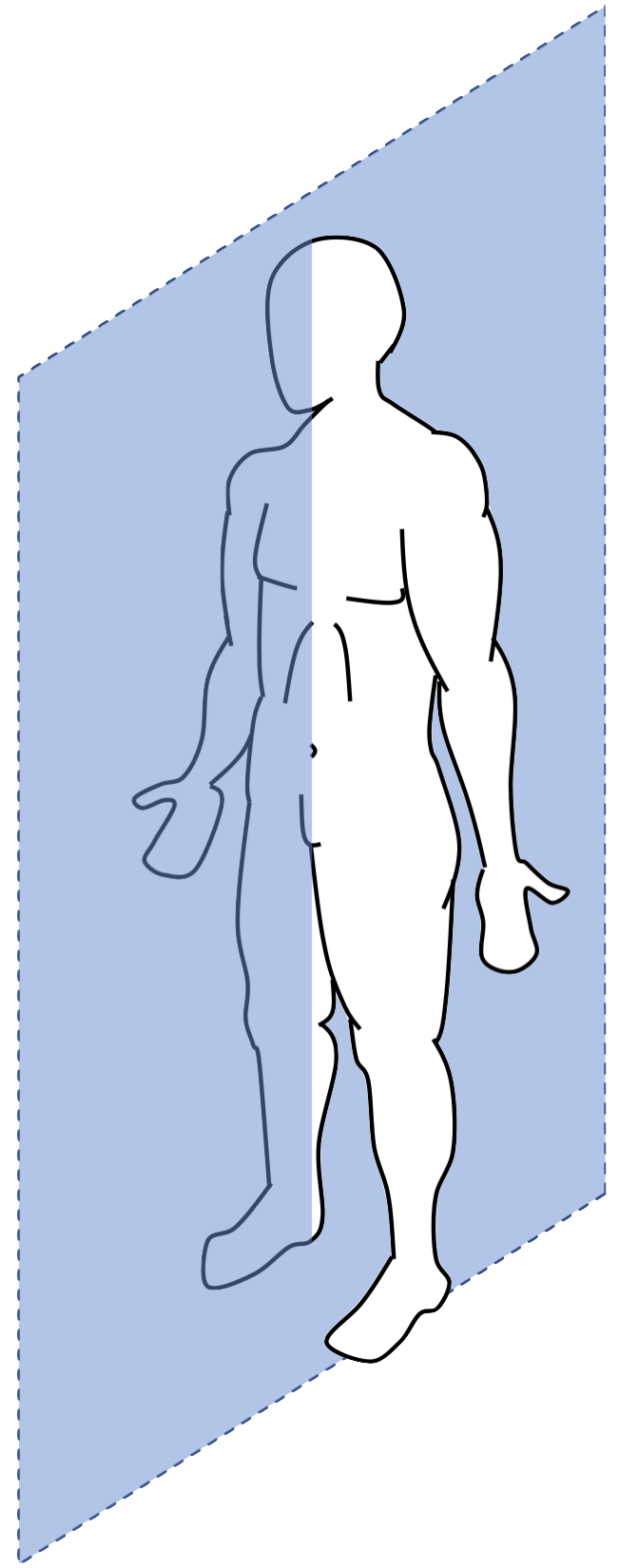
Représentation du plan sagittal du corps humain

Les muscles qui interviennent dans le mouvement de rétropulsion de l'épaule qui pousse le bras en arrière du plan sagittal du corps humain et par ordre d'intervention sont les suivants:
- muscle grand rond,
- muscle grand dorsal,
- chef long du muscle triceps brachial,
- muscle deltoïde par ses faisceaux dorsaux.